# Jarabali
Jarabalí (del ruso: Харабали́) es una ciudad del óblast de Astracán, en Rusia, centro administrativo del raión homónimo. Está situada en la margen izquierda del río Ajtuba, un distributario por la izquierda del Volga, que desemboca unos 15 km al sudoeste. Jarabalí se encuentra a 142 km (158 km por carretera) al noroeste de Astracán, la capital del óblast.
En 2021, el territorio de la ciudad tenía una población de 18 582 habitantes, de los cuales 18 514 vivían en la propia ciudad y el resto en las pedanías de Gremuchi y Dedushkin.

## Historia
Los orígenes de Jarabalí se remontan a su fundación en 1789, del pueblo de Jarabalí, poblado por campesinos huidos de la servidumbre. Esta región estaba habitada entonces por calmucos y kazajos. Para asegurar el dominio sobre estas tierras, el gobierno zarista pobló de colonos rusos, lo que condujo al desplazamiento de los calmucos más allá del Volga y de los kazajos a las zonas desérticas.

## Demografía
Durante la década de 1990, la situación demográfica de Jarabalí se vio deteriorada. En 2001, el crecimiento vegetativo acusó un déficit de 3.3 por mil, con una tasa de natalidad de 10.9 por mil y una tasa de mortalidad de 14.2 por mil.
| 1959 | 1970   | 1979   | 1989   | 1998   | 2002   | 2008   | 2009   | 2013   |
| ---- | ------ | ------ | ------ | ------ | ------ | ------ | ------ | ------ |
| 9700 | 14 300 | 16 600 | 18 600 | 18 900 | 18 296 | 18 086 | 18 117 | 18 275 |

## Turismo y patrimonio
La estación de ferrocarril de Jarabalí es encuentra en la vía férrea Baskunchak-Astracán.
En los alrededores de la ciudad son muy frecuentes los amantes amateur de la pesca.
A 40 km al sur de la ciudad se encuentran las ruinas de Sarai-Batu, la antigua capital de la Horda de Oro, un yacimiento arqueológico del siglo XIII. El monasterio budista de Kalmytsy hurul (siglo XIX) se encuentra a 70 km al sur de Jarabali.